# 1870 год в музыке

## События
- 16 марта, Москва — первое исполнение под управлением Николая Рубинштейна увертюры П. И. Чайковского «Ромео и Джульетта».
- 25 мая, Париж — премьера балета Лео Делиба «Коппелия».
- 26 июня, Мюнхен — премьера оперы Рихарда Вагнера «Валькирия».
- 7 июля, Париж — премьера комической оперы Фридриха фон Флотова «Тень».
- 24 ноября основан Пермский городской театр.
- 28 ноября — в Москве основано Общество русских драматических писателей и оперных композиторов.
- Анатолий Константинович Лядов поступил в Санкт-Петербургскую консерваторию.
- Впервые опубликованы «Записки Михаила Ивановича Глинки».
- Александр Порфирьевич Бородин прервал работу над оперой «Князь Игорь».
- Николай Андреевич Римский-Корсаков закончил работу над партитурой оперы Даргомыжского «Каменный гость».
- Николай Сергеевич Зверев по приглашению Н. Рубинштейна начал преподавать в Московской консерватории.
- Николай Сергеевич Зверев открыл свой музыкальный пансион, получивший впоследствии большую известность.
- Антон Григорьевич Рубинштейн избран членом Шведской королевской музыкальной академии.
- Впервые исполнена популярная патриотическая песня Робера Планкета «Полк Самбры-и-Мааса».
- Впервые исполнен реквием Гаэтано Доницетти.
- Основан Дрезденский филармонический оркестр.
- Во время прусской бомбардировки полностью разрушено здание оперного театра в Страсбурге.
- Переименован городской театр Опера Ниццы.
- Клод Дебюсси начал учиться игре на фортепиано.
- Густав Малер впервые выступил в публичном концерте в Йиглаве.
- Франц Вюльнер назначен главным дирижёром Баварской государственной оперы.
- Сгорел стамбульский оперный театр.

## Произведения
- Жорж Бизе — цикл для фортепиано «Детские игры».
- Жорж Бизе — опера «Каландарь».
- Джованни Боттезини — опера «Винчигерра-бандит».
- Гаэтано Брага — начал работу над оперой «Калигула».
- Антонин Дворжак — опера «Альфред».
- Антонин Дворжак — Струнный квартет № 4.
- Лео Делиб — балет «Коппелия, или Девушка с эмалевыми глазами».
- Франц Доплер — опера «Юдифь».
- Антри Марешаль — кантата «Божий суд» (Большая Римская премия).
- Жюль Массне — опера «Медуза».
- Аугушту Машаду — балет «Зефирето».
- Станислав Монюшко — балет «Шалости сатаны».
- Модест Петрович Мусоргский — вокальный цикл «Детская».
- Модест Петрович Мусоргский — пародийный вокальный цикл «Раёк».
- Эмиль Пессар — одноактная опера «Разбитый кувшин».
- Антон Рубинштейн — симфоническая картина «Дон-Кихот» (op.87).
- Артур Салливан — Увертюра «di Ballo».
- Камиль Сен-Санс — вокальный цикл «Персидские песни».
- Бедржих Сметана — вторая редакция комической оперы «Проданная невеста».
- Николай Феопемптович Соловьёв — драматическая кантата «Смерть Самсона».
- Николай Феопемптович Соловьёв — симфоническая картина «Русь и Монголы».
- Пётр Ильич Чайковский — романс «Забыть так скоро».
- Пётр Ильич Чайковский — Каприччио для фортепиано (op.8).
- Пётр Ильич Чайковский — трио «Природа и любовь».
- Пётр Ильич Чайковский — Три пьесы для фортепиано (op.9).
- Пётр Ильич Чайковский — опера «Ундина».
- Пётр Ильич Чайковский — начал работу над оперой «Опричник».
- Пётр Ильич Чайковский — закончил увертюру «Ромео и Джульетта».
- Бернгард Шольц — опера «Моргиана».

## Персоналии

### Родились
- 12 января — Карел Буриан.
- 10 февраля — Алессандро Бончи.
- 13 февраля — Леопольд Годовский.
- 22 февраля — Генрих Зауэр.
- 28 февраля — Чиконьяни, Джузеппе.
- 5 марта — Герман Хок.
- 11 марта — Евгения Фабиановна Савина-Гнесина.
- 14 марта — Владимир Иванович Касторский.
- 3 мая — Эдуард Грегори Хессельберг.
- 13 мая — Екатерина Адольфовна Вальтер-Кюне.
- 20 мая — Изабелла Битон.
- 20 мая — Макс Лофинг.
- 26 мая — Бруно Киттель.
- 28 мая — Алексей Фёдорович Штейн.
- 24 июня — Гаэтано Чезари.
- 17 июля — Людвик Челанский.
- 30 августа — Генрих Варнке.
- 8 сентября — Эмиль Баре.
- 15 сентября — Лев Петрович Штейнберг.
- 28 сентября — Флоран Шмитт.
- 8 октября — Луи Вьерн.
- 22 октября — Матвей Леонтьевич Пресман.
- 15 ноября — Борис Сергеевич Каменский.
- 26 ноября — Николай Дмитриевич Веков.
- 30 ноября — Сесил Форсайт.
- 10 декабря — Пауль Бютнер.
- Без даты — Александр Тихонович Дзбановский.
- Без даты — Виктор Сергеевич Калинников.
- Без даты — Юлия Николаевна Носилова.
- Без даты — Феликс Антонович Ошустович.
- Без даты — Юлия Александровна Рейдер.
- Без даты — Серафима Флоровна Селюк-Рознатовская

### Скончались
- 22 января — Джузеппе Гебарт.
- 26 января — Цезарь Пуни.
- 9 марта — Теодор Лабарр
- 10 марта — Игнац Мошелес.
- 18 марта — Хоакин Ромуальдо Гастамбиде.
- 21 марта — Каспар Куммер.
- 5 апреля — Вера Александровна Лядова.
- 8 апреля — Шарль Огюст де Берио.
- 14 апреля — Карл Адам Бадер.
- 19 апреля — Камиль Стамати.
- 19 апреля — Уильям Генри Хевергел[англ.].
- 20 мая — Гюстав Вогт.
- 22 июля — Йозеф Штраус.
- 14 августа — Мануэль Саумель Робредо
- 17 августа — Антон Августович Герке
- 22 августа — Фридрих Август Куммер.
- 20 октября — Майкл Балф.
- 31 октября — Михай Мошоньи.
- 5 декабря — Герман Северин фон Левенскольд.
- 7 декабря — Михаил Михайлович Вербицкий.
- 17 декабря — Саверио Меркаданте.
- 18 декабря — Эжен Кеттерер.
- 28 декабря — Алексей Львов.